# قفصه
قفصه (به عربی: قفصة) شهری در استان قفصه کشور تونس است که جمعیت آن در سرشماری سال ۲۰۰۴ میلادی ۸۴٫۶۷۶ نفر بوده‌است.